# Daniel Burkholz
Daniel Burkholz (* 20. September 1963 in Würzburg) ist ein deutscher Filmemacher.

## Leben
Nach langjährigen Tätigkeiten als Rechtsassessor, für Umweltschutzorganisationen und als Leiter einer Umweltschutzbehörde gründete er 2005 die Firma Roadside Dokumentarfilm. Seine Filme wurden von Trinidad bis Peking auf internationalen Filmfestivals präsentiert und von Menschenrechtsorganisationen in aller Welt in ihrer Arbeit eingesetzt. 2016 gründete er die Edition Roadside, in der Literatur zu gesellschaftspolitisch relevanten Themen veröffentlicht wird.

## Ehrungen und Auszeichnungen
Daniel Burkholz ist Träger des internationalen Dokumentarfilmpreises des Festival del documentario d’Abruzzo. Bekanntgeworden ist er vor allem mit NO PASARAN, Brigadistas, Verboten-Verfolgt-Vergessen und Shortcut to Justice, der in Zusammenarbeit mit der Filmemacherin Sybille Fezer entstanden ist.

## Filmografie (Auswahl)
- 2006: Rajasthan by the Roadside
- 2007: Brigadistas
- 2013: Verboten-Verfolgt-Vergessen – Kalter Krieg in Deutschland
- 2014: NO PASARAN
- 2014: Shortcut to Justice
- 2015: Women for Justice
- 2018: Die Staatsfeinde